# Dipturus crosnieri
Dipturus crosnieri là một loài cá thuộc họ Rajidae. Nó là loài đặc hữu của Madagascar. Môi trường sống tự nhiên của chúng là open seas. Nó bị đe dọa do mất môi trường sống.